# 軟伽瑪射線重複爆發源
軟γ射線重複爆發源 （SGR，soft gamma repeater）是一種以不規則的時間間隔發射大量γ射線和X射線的天文物體。理論推測，它們是一種周圍有化石盤的磁星或中子星。

## 歷史
在1979年3月5日，有一個強大的γ射線暴被注意到。許多在太陽系不同位置的接收器，在先後稍有不同的時間檢測到這個爆發，因此可以確定其方向。它被證明來自大麥哲倫星系中的一個超新星殘骸附近。
隨著時間的推移，很明顯這不是一個正常的γ射線暴。光子的能量在在軟γ射線和硬γ射線範圍內較低，來自同一區域反覆的爆發。
美國國家航空暨太空總署馬歇爾太空飛行中心的大學太空研究協會的天文學家克雷薩·庫韋利奧圖決定測試軟γ射線重複爆發源是磁星的理論。她仔細的比較了軟γ射線重複爆發源SGR 1806-20的週期性。自1993年以來，這個週期增加了0.008秒，她計算出這可由磁場強度8X1010特斯拉（8X1014高斯）的磁星來解釋。這足以使國際天文學界相信軟γ射線重複爆發源確實是磁星。  
1998年8月27日，觀測到軟γ射線重複爆發源SGR 1900+14異常壯觀的一次γ射線爆發。儘管與這個軟γ射線重複爆發源距離很遙遠（估計有20,000光年），但這次爆發對地球大氣層的影響很大。電離層中的原子通常在白天備太陽的輻射電離，夜間重新組合成中性原子，但此時在夜間的電離水準不低於白天的正常水準。X射線衛星羅西X射線計時探測器 （RXTE）在這次爆發接收到最強的信號，即使它指向天空的不同部分，仍然被籠罩在輻射中。

## 軟γ射線重複爆發源列表
已知的軟γ射線重複爆發源包括：
| 物體           | 發現      | 註解                                                                                              |
| -------------- | --------- | ------------------------------------------------------------------------------------------------- |
| SGR 0525−66    | 1979      |                                                                                                   |
| SGR 1806−20    | 1979/1986 | 2004年12月27日，觀測到來自這個軟γ射線重複爆發源最強大的爆發。                                     |
| SGR 1900+14    | 1979/1986 | 在20,000光年遠，依然強烈影響到地球大氣層。                                                        |
| SGR 1627−41    | 1998      |                                                                                                   |
| SGR J1550−5418 | 2008      | 每2.07秒旋轉一次，保持旋轉最快磁星的記錄。                                                        |
| SGR 0501+4516  | 2008      | 距離15,000光年；尼爾·格雷爾斯雨燕天文台在2008年8月22日探測到X射線爆發。                           |
| SGR J1745−2900 | 2013      | 圍繞著人馬座A*黑洞的軟γ射線重複爆發源。                                                           |
| SGR 1935+2154  | 2020      | 距離30,000光年；首次在銀河系中發現的快速電波爆發（FRB），也是第一個連結到已知來源的快速電波爆發。 |

這些數字給出在天空中的位置。例如SGR 0525-66的赤經是5h25m，赤緯是 -66°。發現日期有時以1979/1986年等格式出現，是指發現該物體以及確認為該物體為軟γ射線重複爆發源的年份。此外，軟γ射線重複爆發源是一種類型的天體，不是"一般"的γ射線暴。

## 進階讀物
- On the persistent X-ray emission from the soft gamma-ray repeaters. Usov. 1996 （页面存档备份，存于）

## 外部連結
- Duncan, Robert C. . University of Texas. （原始内容存档于May 17, 2013）.
- . NRAO. （原始内容存档于July 20, 2011）.
- Heintzmann, H. . Mar 5, 1999. （原始内容存档于February 27, 2012）. Scientists note 20th anniversary of March 5, 1979 gamma-ray burst event